# IBM Research
Il IBM Research (italiano: Centro di ricerca IBM) è la divisione di ricerca e sviluppo di IBM. È la più grande organizzazione di ricerca industriale del mondo, con dodici laboratori in sei continenti.
Le radici dell'odierno IBM Research hanno avuto inizio con l'apertura del 1945 del Watson Scientific Computing Laboratory alla Columbia University. Questo è stato il primo laboratorio IBM dedicato alla scienza pura e successivamente ampliato in ulteriori sedi di ricerca IBM nella contea di Westchester (New York), a partire dagli anni '50, incluso il Thomas J. Watson Research Center nel 1961.
I dipendenti IBM hanno vinto sei premi Nobel, sei premi Turing, 20 inducenti nella Hall of Fame degli inventori nazionali degli Stati Uniti, 19 medaglie nazionali della tecnologia, cinque medaglie nazionali della scienza e tre premi Kavli.
A partire dal 2018, la società deteneva il record per la maggior parte dei brevetti generati da un'azienda per 25 anni consecutivi.

## Innovazioni
Notevoli invenzioni includono il floppy disk, l'hard disk, la banda magnetica, il database relazionale, l'Universal Product Code (UPC), lo swap finanziario, il linguaggio di programmazione Fortran, il sistema di prenotazione aerea Sabre, DRAM, cablaggio in rame nei semiconduttori, lo smartphone, l'Automated Teller Machine (ATM), il processo di produzione di semiconduttori al silicio su isolante (SOI), l'intelligenza artificiale Watson e l'IBM Quantum Experience.
I progressi nella nanotecnologia includono IBM negli atomi, dove è stato utilizzato un microscopio a scansione tunnel per organizzare 35 singoli atomi di xeno su un substrato di cristallo refrigerato di nichel per compitare l'acronimo di tre lettere dell'azienda. Era la prima volta che gli atomi erano stati posizionati con precisione su una superficie piana.

## Applicazioni
Le principali iniziative di IBM Research hanno incluso l'invenzione di materiali e strutture innovativi, microprocessori e computer ad alte prestazioni, metodi e strumenti analitici, algoritmi, architetture software, metodi per la gestione, ricerca e acquisizione di significato dai dati e trasformazione delle metodologie di servizi avanzati di IBM in beni riutilizzabili.
I numerosi contributi del Centro di ricerca IBM alle scienze fisiche e informatiche includono il Microscopio a Scanalamento a Tunneling e la superconduttività ad alta temperatura, entrambi i quali hanno ricevuto il Premio Nobel. La ricerca IBM era alla base delle invenzioni del sistema di prenotazione dei viaggi Sabre, della tecnologia della chirurgia dell'occhio del laser, dell'archiviazione magnetica, del database relazionale, dei codici a barre UPC e di Watson, il sistema di calcolo rispondente alle domande che vinse una partita contro i campioni umani su Jeopardy!, show televisivo a quiz. La tecnologia Watson viene ora commercializzata come parte di un progetto con la società sanitaria Anthem Inc.

## Ricercatori scientifici notevoli
Ci sono molti scienziati informatici "che hanno reso famoso il Centro di ricerca IBM." Essi includono Frances E. Allen, Marc Auslander, John Backus, Charles H. Bennett, Erich Bloch, Grady Booch,

 Fred Brooks (conosciuto per il libro The Mythical Man-Month), Peter Brown, Larry Carter, Gregory Chaitin, John Cocke, Alan Cobham, Edgar F. Codd, Don Coppersmith, Ronald Fagin, Horst Feistel, Jeanne Ferrante, Zvi Galil, Ralph E. Gomory, Jim Gray, Joseph Halpern, Kenneth E. Iverson, Frederick Jelinek, Reynold B. Johnson, Benoit Mandelbrot, Robert Mercer (affarista), C. Mohan, Michael O. Rabin, Arthur Samuel, Alfred Spector, Moshe Vardi, John Vlissides, Mark N. Wegman e Schmuel Winograd.

### Altri notevoli sviluppi
- Data Encryption Standard (DES)
- Fast Fourier Transform (FFT)
- Benoît B. Mandelbrot's introduzione dei Frattali
- Memoria su disco magnetico (hard disks)
- MELD-Plus valutazione dei rischi.
- One-transistor dynamic random-access memory (DRAM)
- Reduced Instruction Set Computer (RISC)
- Relational databases
- Deep Blue, un computer per giocare a scacchi a livello di un maestro

## Laboratori
| Nome                                            | Luogo                                | Anno |
| ----------------------------------------------- | ------------------------------------ | ---- |
| IBM Research – Africa                           | Nairobi, Kenya                       | 2013 |
| IBM Research – Africa                           | Johannesburg, South Africa           | 2015 |
| IBM Research – Almaden                          | Almaden Valley, San Jose, California | 1986 |
| IBM Research – Austin                           | Austin, Texas                        | 1995 |
| IBM Research – Australia                        | Melbourne, Australia                 | 2011 |
| IBM Research – Brazil                           | São Paulo, Brazil                    | 2010 |
| IBM Research – Brazil                           | Rio de Janeiro, Brasile              | 2010 |
| IBM Research – China                            | Beijing, Cina                        | 1995 |
| IBM Research – China                            | Shanghai, Cina                       | 2008 |
| IBM Research – Haifa                            | Haifa, Israele                       | 1972 |
| IBM Research – India                            | Delhi, India                         | 1998 |
| IBM Research – India                            | Bangalore, India                     | 1998 |
| IBM Research – Ireland                          | Damastown, Irlanda                   | 2011 |
| IBM Research – Thomas J. Watson Research Center | Yorktown Heights, New York           | 1945 |
| IBM Research – Thomas J. Watson Research Center | Albany, New York                     | 2001 |
| IBM Research – Tokyo                            | Tokyo, Giappone                      | 1982 |
| IBM Research – Zurich                           | Rüschlikon, Svizzera                 | 1956 |

### Centri di ricerca storici
- IBM La Gaude, vicino a Nizza, Francia
- Cambridge Scientific Center
- IBM New York Scientific Center
- 330 North Wabash a Chicago
- IBM Laboratory Vienna[31]

## Pubblicazioni
- IBM Journal of Research and Development